# Giovanni Vincenzo Gravina

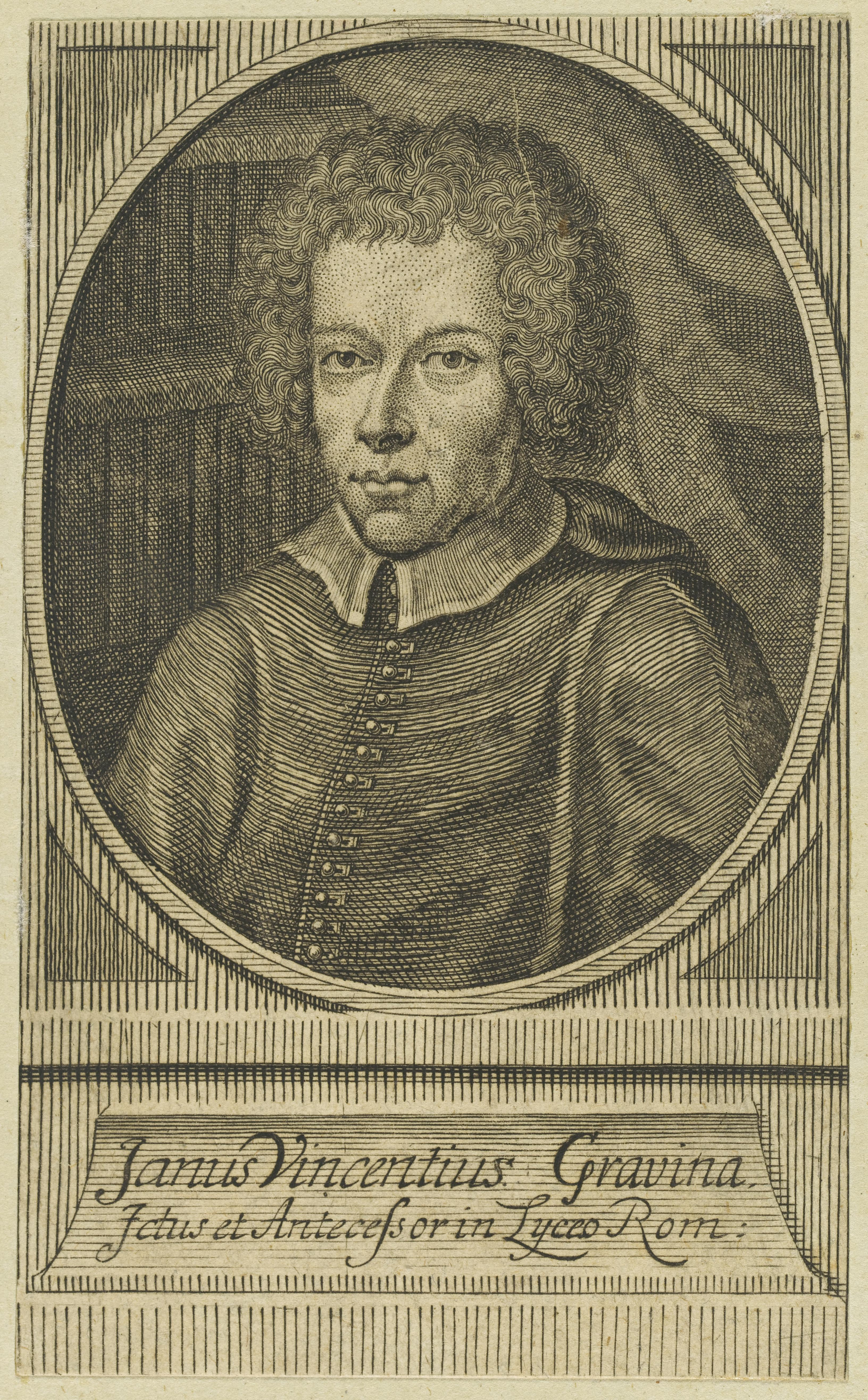
Gian Vincenzo Gravina

Giovanni Vincenzo Gravina (* 20. Januar 1664 in Roggiano bei Cosenza, Kalabrien; † 6. Januar 1718 in Rom) war ein italienischer Schriftsteller und Jurist und Mitbegründer der Accademia dell’Arcadia.
Gravina stammte aus einer angesehenen Familie und erhielt unter Anleitung seines Onkels mütterlicherseits
Gregorio Caloprese, der als Dichter und Philosoph anerkannt war, eine umfassende Ausbildung, bevor er in Neapel weltliches und kanonisches Recht studierte. 1689 kam er nach Rom, wo er 1690 in einem von der Königin Christina von Schweden beeinflussten Dichterkreis Mitbegründer der Accademia dell'Arcadia wurde. Dort bildeten sich bald zwei verschiedene Tendenzen heraus: die des Gravina, die als Vorbilder Dante und Homer hatte; und die gemäßigtere des Crescimbeni, der sich auf Petrarca berief. Aufgrund dieses Streits trat Gravina aus der Akademia aus und gründete 1711 die Accademia dei Quirini.
Gravina entdeckte den Dichter und Librettisten Pietro Metastasio und übernahm dessen Ausbildung. Dieser wurde später auch Mitglied und hervorragender Vertreter der Accademia dell'Arcadia, die sein Förderer 1711 verlassen hatte.

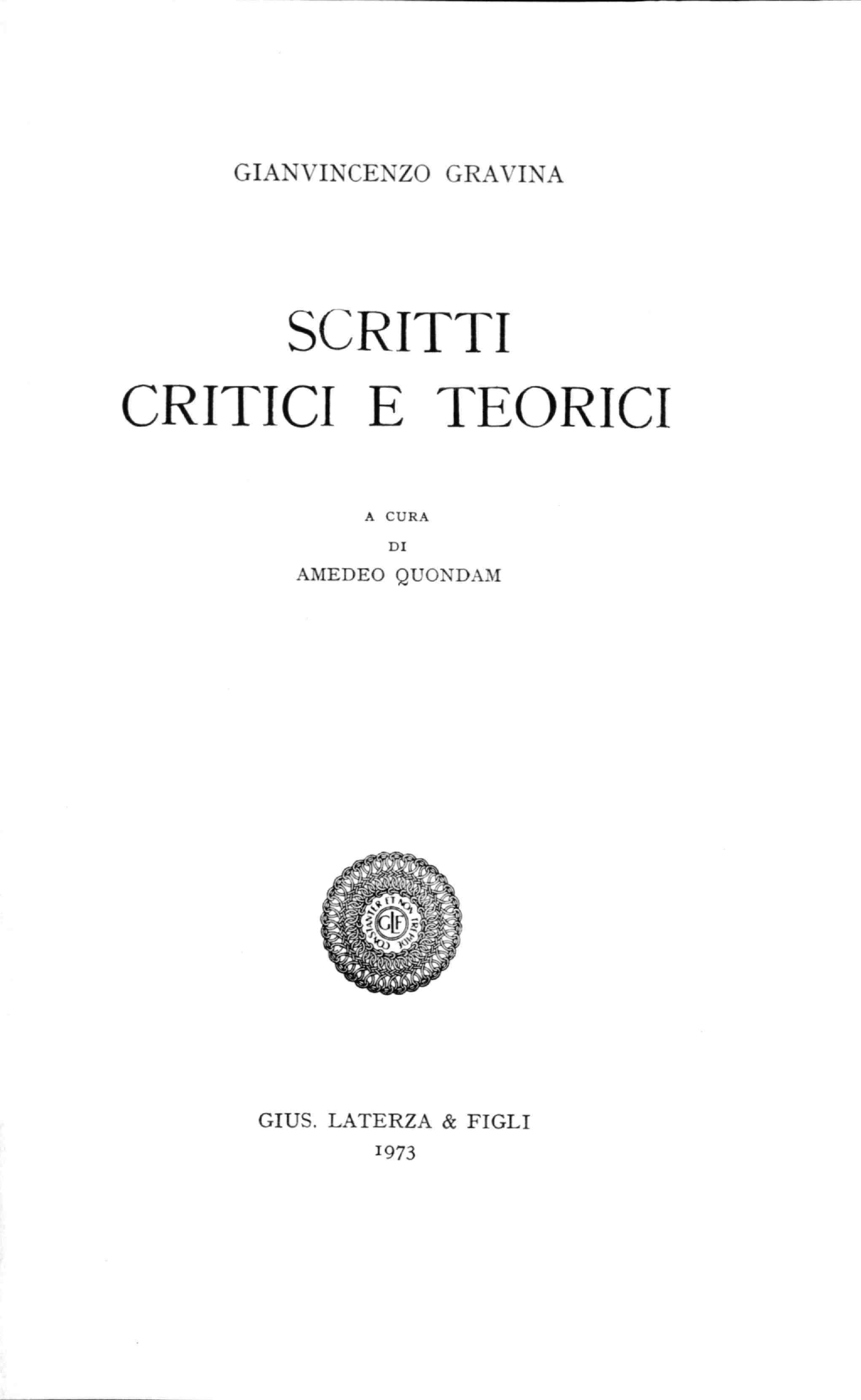
Scritti critici e teorici, 1973